# Лениш (Муреш)
Лениш (рум. Leniș) насеље је у Румунији у округу Муреш у општини Рачу. Oпштина се налази на надморској висини од 331 m.

## Становништво
Према подацима из 2002. године у насељу је живело 188 становника, од којих су сви румунске националности.